# Lates macrophthalmus
Lates macrophthalmus är en fiskart som beskrevs av Richard Dane Worthington 1929. Lates macrophthalmus ingår i släktet Lates och familjen Latidae. IUCN kategoriserar arten globalt som starkt hotad. Inga underarter finns listade i Catalogue of Life.